# Tamié
El Tamié es un queso elaborado en el departamento de Saboya, en los Alpes franceses. Se trata de un queso tradicional que se elabora exclusivamente en la abadía de Tamié (Abbaye de Tamié, nombre con el que también se le conoce) desde el siglo XII. Esta abadía de monjes trapenses se encuentra situada a 900 metros de altitud en la zona de Bauges, cerca de Albertville.

## Elaboración
Se realiza con leche de vaca entera sin pasteurizar. Se calienta hasta los 34 °C. Se le añaden entonces fermentadores cultivados, hechos en la abadía. Después se le deja cuajar durante aproximadamente 90 minutos. Se añade cuajo natural. Cuando la cuajada es suficientemente firme, se corta usando unos cuchillos especiales, para separar el cuajo del suero; la rapidez del corte reduce las cuajadas al tamaño de un guisante. Se deja entonces escurrir durante 20 minutos. 
El tamié es prensado y moldeado en forma de rueda plana de queso con un borde ligeramente convexo. Para ello se coloca la cuajada en moldes con pequeños agujeros de drenaje y se prensa a máquina para remover cualquier líquido que quede, durante unas 4 horas. El suero no se malgasta, sino que se trata para obtener metano usado para calentar el sistema de agua caliente de la abadía. Los quesos se quitan de las prensas y se ponen en palés para sumergirlos en un baño de agua con sal durante 2 o 3 horas, según el tamaño. El salado tiene varias funciones: afecta al sabor, a la formación de la corteza y es un agente conservante. El tiempo de añejamiento es un mes, en una bodega. Perderá parte del peso de acuerdo con la antigua tradición de la «parte de los ángeles». 
Los quesos se añejan en bodegas húmedas de la abadía donde la temperatura se mantiene a 14 °C, con alta humedad. Se les da la vuelta manualmente dos veces por semana. Para mantener la corteza y fomentar el desarrollo de moho en la superficie, los quesos son nuevamente bañados en salmuera y luego frotados y devueltos a las baldas para madurar. El moho está presente en la bodega de forma natural. Cuando han alcanzado el punto óptimo de madurez, son empaquetados y etiquetados a mano. La etiqueta lleva importante información relativa a su fabricación y la fecha mejor para el consumo (unos 45 días desde el empaquetado).

## Características
La corteza lavada es fina, como de cuero; su color va cambiando conforme el queso madura. Es un rasgo distintivo de este queso el color azafranado de la corteza que, al final del periodo de añejamiento, está cubierta con un ligero vello blanco. La textura es cremosa e igualada salvo por el centro que es ligeramente más firme. Es un queso semisuave, de un sabor que al principio es dulce, a nuez, haciéndose más pronunciado conforme madura. Se parece a los quesos reblochon o el chambarand.
Cada día se producen unos 400 kilos de queso, de leche de vacas de ocho granjas del valle. Los monjes lo comercializan con dos versiones:
- Petit Tamié o Tamié petit modèle (550g - 600g) que se vende individualmente.
- Grand Tamié o Tamié grand modèle (1,4 - 1,5kg), con una corteza más fina y más suave, se venden individualmente o al corte.

Se puede maridar con los vinos de Saboya, tanto blancos (Roussette de Savoie Monterminod, Chignin, Chignin Bergeron, Seyssel) como tintos (Mondeuse). También puede tomarse con vinos de Beaujolais o borgoñas blancos.

## Enlaces
- Página web dedicada al queso
- Página web de la Abadía de Tamié

- Datos: Q2820735
- Multimedia: Abbaye de Tamié (cheese) / Q2820735